# Cyanopica
Cyanopica – rodzaj ptaków z rodziny krukowatych (Corvidae).

## Rozmieszczenie geograficzne
Rodzaj obejmuje gatunki występujące w południowo-zachodniej Europie i środkowo-wschodniej Azji.

## Morfologia
Długość ciała 33–38 cm; masa ciała 65–118 g.

## Systematyka
Rodzaj zdefiniował w 1850 roku francuski zoolog Charles-Lucien Bonaparte w artykule poświęconym ptakom z rodziny krukowatych wraz z opisem nowych gatunków, opublikowanym w czasopiśmie Proceedings of the Zoological Society of London. Gatunkiem typowym jest (późniejsze oznaczenie) sójka błękitna (C. cyanus).

### Etymologia
- Cyanopica: łac. cyanos ‘lazuryt’, od gr. κυανος kuanos ‘ciemno-niebieski’; pica ‘sroka’[6].
- Cyanopolius: gr. κυανος kuanos ‘ciemno-niebieski’; πολιος polios ‘szary’[7]. Gatunek typowy (późniejsze oznaczenie)[5]: Corvus cyanus Pallas, 1776.
- Dolometis: gr. δολομητις dolomētis ‘przebiegły, chytry’, od δολος dolos ‘sztuczka, chytrość’; μητις mētis ‘podstępny’ (tj. połączenie zwyczajów „przebiegłej” sójki zwyczajnej i „złodziejskiej“ sroki zwyczajnej)[8].

### Podział systematyczny
Do rodzaju należą następujące gatunki:
- Cyanopica cooki Bonaparte, 1850 – sójka iberyjska
- Cyanopica cyanus (Pallas, 1776) – sójka błękitna